# Chris Garrett
Chris Garrett (Milwaukee, 15 luglio 1998) è un giocatore di football americano statunitense che milita nel ruolo di outside linebacker per i Los Angeles Rams della National Football League (NFL).

## Carriera
Garrett al college giocò a football alla Concordia University. Fu scelto dai Los Angeles Rams nel corso del settimo giro (252º assoluto) del Draft NFL 2021. Nella sua stagione da rookie disputò una sola partita, come subentrato.

## Palmarès
- Super Bowl : 1

Los Angeles Rams: LVI
- National Football Conference Championship: 1

Los Angeles Rams: 2021